# Wenefryde Scott, X contessa di Dysart
Wenefryde Agatha Scott, X contessa di Dysart (13 novembre 1889 – 2 giugno 1975), è stata una nobildonna scozzese.

## Biografia
Wenefryde era figlia di Charles Norman Scott, e di sua moglie, Agnes Mary Tollemache. Suo padre era un giudice di pace di Kirkcudbright e per Leicestershire. Sua madre era una delle figlie del controverso William Tollemache, Lord Huntingtower e che divenne l'erede del fratello alla sua morte, avvenuta senza eredi.

## Matrimonio
Il suo Ballo delle debuttanti è stato organizzato da suo zio, il conte di Dysart, ad Ham House.
Sposò, il 4 gennaio 1913, il maggiore Owain Edward Whitehead Greaves (?-18 febbraio 1941), nipote del proprietario della miniera d'ardesia John Whitehead Greaves. Ebbero tre figlie:
- Rosamund Greaves, XI contessa di Dysart (15 febbraio 1914-dicembre 2003);
- Katherine Greaves, XII contessa di Dysart (1 giugno 1918-8 novembre 2011);
- Mary (22 settembre 1921-22 febbraio 1955)[6][7], sposò Bernard Blanger, ebbero due figlie.

Dopo la morte di sua madre nel 1912, Wenefryde ereditò la tenuta di Bosworth. Quest'ultima era stato comprata da suo padre ma assegnata a sua madre come parte del loro accordo matrimoniale. Wenefryde vendette la tenuta e si trasferì in Galles, mentre suo padre si ritirò ad Ampney St. Peter, nel Gloucestershire.
Ha ereditato il titolo di contessa di Dysart, alla morte di suo zio William Tollemache, IX conte di Dysart, che morì senza eredi nel 1935.
Nel 1939, Wenefryde acquistò il Stobo Castle, ma raramente abitò nel castello a causa dell'inizio della guerra. Suo marito morì lì il 18 febbraio 1941. Parti della proprietà furono vendute nei successivi tre decenni e il castello e il giardino andarono in lento declino. La Contessa visse a Stobo fino alla metà degli anni '60, dopo di che giacque vuota fino a quando fu venduta all'asta da Sotheby's nel 1972.

## Ascendenza
|                                            |                                             |                                           | Genitori                                          |  |  | Nonni |  |  | Bisnonni        |  |  | Trisnonni        |  |
|                                            |                                             |                                           |                                                   |  |  |       |  |  | 8. Robert Scott |  |  | 16. Robert Scott |  |
|                                            |                                             |                                           |                                                   |  |  |       |  |  | 8. Robert Scott |  |  | 16. Robert Scott |  |
|                                            |                                             | 17. Mary McMichael                        |                                                   |  |  |       |  |  | 8. Robert Scott |  |  |                  |  |
| 4. John Lindsay Scott                      |                                             |                                           |                                                   |  |  |       |  |  | 8. Robert Scott |  |  |                  |  |
|                                            |                                             | 9. Jean Lindsay                           | 18. John Lindsay                                  |  |  |       |  |  |                 |  |  |                  |  |
|                                            |                                             | 9. Jean Lindsay                           | 18. John Lindsay                                  |  |  |       |  |  |                 |  |  |                  |  |
|                                            |                                             | 9. Jean Lindsay                           | …                                                 |  |  |       |  |  |                 |  |  |                  |  |
| 2. Charles Norman Lindsay Tollemache Scott |                                             | 9. Jean Lindsay                           |                                                   |  |  |       |  |  |                 |  |  |                  |  |
|                                            |                                             | 10. Charles Gillham                       | 20. John Gillham                                  |  |  |       |  |  |                 |  |  |                  |  |
|                                            |                                             | 10. Charles Gillham                       | 20. John Gillham                                  |  |  |       |  |  |                 |  |  |                  |  |
|                                            |                                             | 10. Charles Gillham                       | 21. Lucy Hinton                                   |  |  |       |  |  |                 |  |  |                  |  |
| 5. Mary Gilham                             |                                             | 10. Charles Gillham                       |                                                   |  |  |       |  |  |                 |  |  |                  |  |
|                                            |                                             | 11. Mary Kidder                           | 22. Edward Kidder                                 |  |  |       |  |  |                 |  |  |                  |  |
|                                            |                                             | 11. Mary Kidder                           | 22. Edward Kidder                                 |  |  |       |  |  |                 |  |  |                  |  |
|                                            |                                             | 11. Mary Kidder                           | 23. Maria                                         |  |  |       |  |  |                 |  |  |                  |  |
| 1. Wenefryde Scott, X contessa di Dysart   |                                             | 11. Mary Kidder                           |                                                   |  |  |       |  |  |                 |  |  |                  |  |
|                                            | 12. Lionel Tollemache, VIII conte di Dysart | 24. William Tollemache, lord Huntingtower |                                                   |  |  |       |  |  |                 |  |  |                  |  |
|                                            | 12. Lionel Tollemache, VIII conte di Dysart | 24. William Tollemache, lord Huntingtower |                                                   |  |  |       |  |  |                 |  |  |                  |  |
|                                            | 12. Lionel Tollemache, VIII conte di Dysart | 25. Catherine Grey                        |                                                   |  |  |       |  |  |                 |  |  |                  |  |
| 6. William Tollemache, lord Huntingtower   | 12. Lionel Tollemache, VIII conte di Dysart |                                           |                                                   |  |  |       |  |  |                 |  |  |                  |  |
|                                            |                                             | 13. Maria Elizabeth Toone                 | 26. Sweeny Toone                                  |  |  |       |  |  |                 |  |  |                  |  |
|                                            |                                             | 13. Maria Elizabeth Toone                 | 26. Sweeny Toone                                  |  |  |       |  |  |                 |  |  |                  |  |
|                                            |                                             | 13. Maria Elizabeth Toone                 | 27. Sarah Frances Gray                            |  |  |       |  |  |                 |  |  |                  |  |
| 3. Agnes Mary Tollemache                   |                                             | 13. Maria Elizabeth Toone                 |                                                   |  |  |       |  |  |                 |  |  |                  |  |
|                                            |                                             | 14. Joseph Burke, XI baronetto            | 28. Richard Burke                                 |  |  |       |  |  |                 |  |  |                  |  |
|                                            |                                             | 14. Joseph Burke, XI baronetto            | 28. Richard Burke                                 |  |  |       |  |  |                 |  |  |                  |  |
|                                            |                                             | 14. Joseph Burke, XI baronetto            | 29. Joanna Harriet Blake                          |  |  |       |  |  |                 |  |  |                  |  |
| 7. Katharine Elizabeth Camila Burke        |                                             | 14. Joseph Burke, XI baronetto            |                                                   |  |  |       |  |  |                 |  |  |                  |  |
|                                            |                                             | 15. Louisa Tollemache                     | 30. William Tollemache, lord Huntingtower (= 24.) |  |  |       |  |  |                 |  |  |                  |  |
|                                            |                                             | 15. Louisa Tollemache                     | 30. William Tollemache, lord Huntingtower (= 24.) |  |  |       |  |  |                 |  |  |                  |  |
|                                            |                                             | 15. Louisa Tollemache                     | 31. Catherine Grey (= 25.)                        |  |  |       |  |  |                 |  |  |                  |  |
|                                            |                                             | 15. Louisa Tollemache                     |                                                   |  |  |       |  |  |                 |  |  |                  |  |